# Christiane Loh
Christiane Loh (* 9. März 1960 als Christiane Schmuck; † 11. Februar 2003) war eine deutsche Sängerin und christliche Liedermacherin. 

## Leben
Christiane Loh wurde in den 1980er Jahren noch unter ihrem Geburtsnamen Schmuck als Solistin des Wetzlarer Jugendchores unter der Leitung von Margret Birkenfeld entdeckt. Ihre eigenen Lieder, meist im Duett Christiane Schmuck & Cornelia Dreuth vorgetragen, wurden zum festen Bestandteil des Konzertprogramms des Chores und auf mehreren seiner Alben mit veröffentlicht. Dabei reihten sich ihre Kompositionen stilistisch zwischen Liedermacher-Chansons und Neuem Geistlichen Lied ein. Außerdem erschienen diverse Kinderprojekte mit dem Wetzlarer Kinderchor. Nach ihrer Heirat mit Sieghard Loh, einem Neffen zweiten Grades der Sängerin Doris Loh sowie der Unternehmerbrüder Friedhelm und Joachim Loh, erschien im Jahr 2000 unter dem Titel Lichterloh ihr Solodebüt bei Abakus. Sie starb wenige Jahre später im Februar 2003 und hinterließ neben ihrem Ehemann vier Kinder.

## Diskografie
- Sing ein Lied – freu dich mit. Schulte & Gerth, 1979
- Du hast dich uns zugewandt. Schulte & Gerth, 1980
- Jesus liebt Kinder. Kitty, 1980
- Es ist spät geworden. Schulte & Gerth, 1982
- Geborgen. Schulte & Gerth, 1984
- Lichterloh. Abakus Musik, 2000
- Margret Birkenfeld – Meine liebsten Lieder. Gerth Medien, 2006 (Kompilation)